# Headshok
A Headshok a Cannondale szabadalmaztatott teleszkópos első villája, valamint az ehhez szervesen kapcsolódó kormánycsapágy rendszer kerékpárhoz.
Legszembetűnőbb különbség a hagyományos teleszkópos villákhoz képest, hogy nincsenek becsúszószárak, hanem a villa két szára
merev és a váll felett látható a belső szerkezetet borító gumiharang. 
Lényege, hogy a hagyományos teleszkópos villákkal ellentétben a headshok rendszernél nem a villaszárakba van építve a csillapítás, hanem a villanyak köré. Ennek keresztmetszete négyzetes, és négy oldalán tűgörgősorral feszül a hüvelynek. A tűgörgősorok egyenként 22 tűgörgőből állnak. A hüvely felső végére kerül a kormányszár. A kormánycsapágyak integrált ipari csapágyak. Többféle változata létezik, amik a rugóútban, a csillapítás módjában, valamint egyéb paramétereikben különböznek egymástól.